# Cantonul Uzerche
Cantonul Uzerche este un canton din arondismentul Tulle, departamentul Corrèze, regiunea Limousin, Franța.

## Comune
- Condat-sur-Ganaveix
- Espartignac
- Eyburie
- Lamongerie
- Masseret
- Meilhards
- Saint-Ybard
- Salon-la-Tour
- Uzerche (reședință)